# Andor Jaross
Andor Jaross, né le 23 mai 1896 et mort le 11 avril 1946, est un homme d'État hongrois, dont la carrière se déroule surtout en Tchécoslovaquie pendant l'entre-deux-guerres puis dans le royaume de Hongrie pendant la Seconde Guerre mondiale. Collaborateur du Troisième Reich, il devient ministre de l'Intérieur (en) pendant l'occupation de la Hongrie et il participe à la Shoah en Hongrie.

## Biographie
Andor Jaross naît à Komáromcsehi, dans le comitat de Komárom, sur le territoire du royaume de Hongrie (aujourd'hui à Čechy, en Slovaquie). Il devient secrétaire général du Parti hongrois unifié, formation politique qui cherche à rattacher certains territoires tchécoslovaques à la Hongrie. Devenu président national de ce parti, il s'efforce de créer une identité hongroise unie et, dans son discours inaugural, il déclare que « tout membre de la minorité hongroise doit présenter un front uni face aux questions d'aujourd'hui et de demain ». Même si, au sein du parti, Jaross est subordonné de János Esterházy (en), il devient une personnalité connue à l'international ; il a notamment accepté une invitation à Londres de la part du Comité hongrois à la Chambre des communes pour présenter les réclamations des Hongrois, aux côtés de son collègue du même parti, Géza Szüllő.
En 1938, Andor Jaross déménage en Hongrie où il rejoint le gouvernement de Béla Imrédy ; il y devient ministre des Territoires reconquis et fait partie des 18 députés qui forment le Parti de la Renaissance hongroise en 1940 (formation d'extrême droite, issue d'une scission avec le parti au pouvoir). En mars 1944, le Troisième Reich envahit et occupe la Hongrie et confie le poste de Premier ministre à Döme Sztójay, sympathisant du nazisme ; Jaross devient ministre de l'Intérieur. Dans l'exercice de cette fonction, il prend en charge les Juifs du pays et, avec ses secrétaires László Endre et László Baky, il contourne les dispositions de Miklós Horthy pour envoyer les victimes en déportation. Pendant cette période, Andross, Endre et Baky gèrent le ministère de l'Intérieur comme leur fief personnel et s'en servent pour éliminer leurs ennemis, tout en tenant Sztójay à distance, car ils préfèrent l'influence des Allemands. En août 1944, Adolf Eichmann et Dieter Wisliceny conduisent une inspection des ghettos juifs et, même si le Conseil juif adresse directement à Jaross et Eichmann des appels en faveur d'un meilleur traitement, l'extermination continue. Jaross, de plus en plus influent dans la vie publique hongroise, devient même président du club de football Ferencvárosi TC en 1944.
En août 1944, après avoir mis la main sur d'importants biens appartenant à des Juifs, il est démis de ses fonctions ; il est rétabli en octobre, lorsque les nazis déposent Horthy et placent au pouvoir le Parti des Croix fléchées, violemment antisémite, à la tête du Gouvernement d'unité nationale, dont Ferenc Szálasi est Premier ministre.
Après-guerre, Andor Jaross est traduit en justice puis fusillé.